# Az ENSZ Menekültügyi Főbiztosának közép-európai képviselete
Koordináták: é. sz. 47° 31′ 00″, k. h. 19° 01′ 07″47.516667°N 19.018611°E

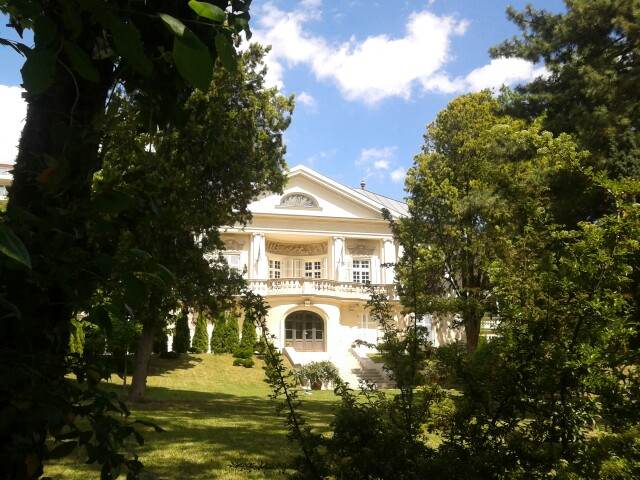
Az ENSZ Menekültügyi Főbiztossága Közép-Európai Képviseletének székháza Budapesten

Az Egyesült Nemzetek Szervezete Menekültügyi Főbiztosának Közép-Európai Regionális Képviselete röviden az ENSZ Menekültügyi Főbiztosának Közép-Európai Képviselete (angolul UNHCR Regional Representation for Central Europe, UNHCR RRCE) Budapesten működik. 2021-től öt országot fog át:  Csehországot, Magyarországot, Moldovát, Szlovákiát és Szlovéniát.

## Története
A UNHCR 1989 óta van jelen a közép-európai térségben. Ekkor hozta létre Budapesten első irodáját. Az 1990-es években Lengyelországban és pár más közép-európai országban is létrejöttek irodái.
A UNHCR budapesti irodája 1989 óta erőteljesen támogatta Magyarországot például Románia vagy Jugoszlávia felől érkező menekültek kezelésében. Emellett segítette és segíti a menekültügyi jogalkotást és a menekültellátást.
Az 1997. évi CXXXIX. törvény a menedékjogról már lehetőséget biztosított Magyarországnak akár az Európán kívülről érkező menekültek elbírálásához. Ez hozzájárult a UNHCR szervezetfejlesztési lehetőségeihez.

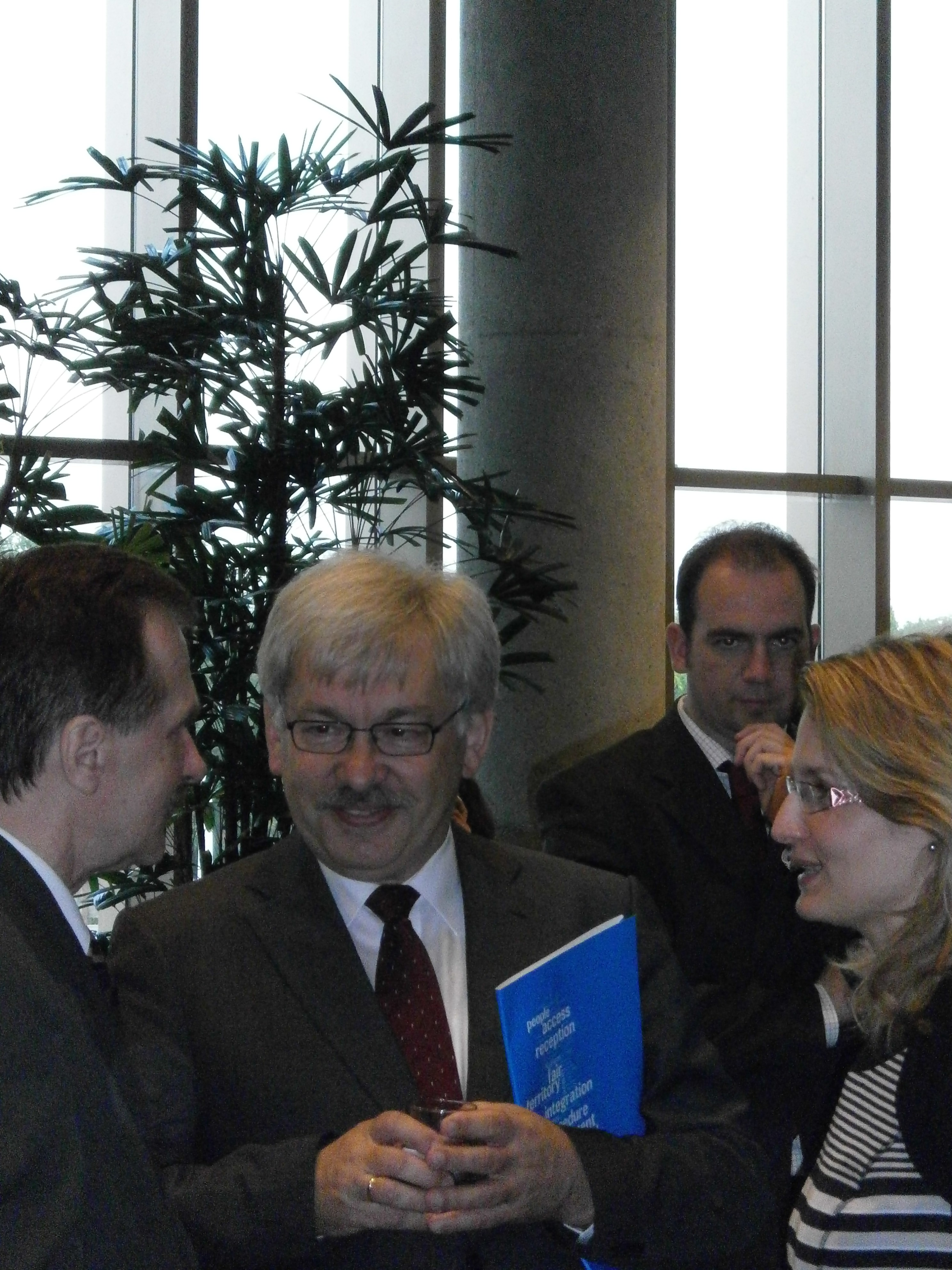
Gottfried Köfner, a főbiztos közép-európai képviselője, 2012-ben

Az alapításkor 4 ország, Magyarország, Lengyelország, Szlovákia és Szlovénia tartozott hozzá. 2008-ban újabb két ország, Románia és Bulgária csatlakozott. 2009-ben csatlakozott Csehország, 2014-ben Horvátország, 2016-ban Moldova. 2021. januárjától Csehország, Magyarország, Moldova, Szlovákia és Szlovénia képviselete maradt csak Budapesten.  

### Képviselők
- 2005–2008: Lloyd Dakin
- 2009. január–2013: Gottfried Köfner
- 2013. július–2020: Montserrat Feixas Vihé
- 2020– : Roland Sebastian Schilling

## Tevékenysége
Az ENSZ Menekültügyi Főbiztossága Közép-Európai Képviseletének fő tevékenysége, hogy: segíti az otthonaikból elüldözötteket és a hontalanokat. Témái:
- Határok megfigyelése
- A jogi védelem biztosítása
- A befogadási körülmények ellenőrzése
- Az integráció támogatása
- Áttelepítés
- A különleges szükségletek ellátása
- Hontalanok védelme

## Cím
Az iroda Budapest II. kerületében, a Felvinci út 27. szám alatt található.

## Lásd még
- UNHCR
- Menekült

## Külső hivatkozások
- Az UNHCR Közép-Európai Képviseletének hivatalos honlapja (angolul)
- Az ENSZ Menekültügyi Főbiztossága Közép-Európai Képviseletének magyar nyelvű oldala